# R-Point
R-Point (kor. 알 포인트) – koreański horror filmowy, którego akcja rozgrywa się podczas wojny wietnamskiej. Film nie trafił w Polsce do dystrybucji kinowej, 11 stycznia 2009 roku miał swoją premierę w stacji Ale Kino!. Wydany został na też na dyskach DVD. Film kręcono w Kambodży.
Historia grupy żołnierzy borykających się z powracającymi zza światów duchami zabitych przed laty ofiar wojennych.

## Obsada
- Gam Wu-seong – porucznik Choi Tae-in
- Son Byung-ho – sierżant Jin Chang-rok
- Oh Tae-kyung – sierżant Jang Young-soo
- Park Won-sang – sierżant Cook
- Lee Seon-gyun – sierżant Park
- Song Jin-ho – sierżant Oh
- Kim Byung-chul – kapral Joh Byung-hoon
- Jeong Kyeong-ho – kapral Lee Jae-pil
- Mun Yeong-dong – kapral Byun
- Gi Ju-bong – kapital Park
- Ahn Nae-sang – dziewczyna z Vietcongu
- David Joseph Anselmo – James Beck